# Radoslav Nesterovič
Radoslav «Rasho» Nesterovič (Liubliana, 30 de mayo de 1976) es un exjugador de baloncesto esloveno que jugó 11 temporadas en la NBA, precedidas de varias más en Europa. Mide 2,13 metros y jugaba de pívot.
Desde 2014, es secretario general de la Federación de baloncesto de Eslovenia. En 2015, fue elegido como miembro de la comisión de jugadores de la FIBA.

## Trayectoria deportiva

### Europa
De padres serbios, se trasladó con su familia a Bosnia, donde jugó con el equipo júnior del Partizán de Belgrado. A causa de la guerra en Yugoslavia, se fue a la liga griega, concretamente al PAOK Salónica BC en 1993. En 1995 regresó a Eslovenia para jugar en el Olimpija Ljubljana.
En su primera temporada como profesional en su país, llevó al Olimpija a la Final Four de la Euroliga. En 1997 ficha por la Virtus Bolonia, con la que gana la Euroliga ese año. Tenía como compañeros a jugadores de la talla de Predrag Danilović, Zoran Savić o Antoine Rigaudeau entre otros. En la final anotó 6 puntos y capturó 9 rebotes, ante el AEK Atenas.

### NBA

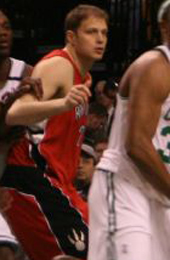
Nesterović con los Toronto Raptors en 2007.

Fue elegido en el puesto 17 de la primera ronda del Draft de la NBA de 1998 por Minnesota Timberwolves, equipo al que se unió antes de terminar la temporada 1998-99. Permaneció ahí durante cuatro temporadas más, haciéndose con el puesto de titular en su tercera temporada completa. Su mejor temporada fue la última, donde promedió 11,2 puntos y 6,5 rebotes por partido. En 2004 firma un contrato por seis años con los San Antonio Spurs, pero una lesión de rodilla en su segunda temporada en Texas le hace perderse muchos minutos. Allí consiguió su hasta ahora único anillo de campeón de la NBA, en 2005. Finalmente, en 2006 es traspasado a Toronto Raptors a cambio de Matt Bonner, Eric Williams y una segunda ronda del Draft de 2009.
El 9 de julio de 2008 se hizo oficial el traspaso que le enviaba a Indiana Pacers junto con T.J. Ford, Maceo Baston y los derechos de Roy Hibbert a cambio de Jermaine O’Neal y los derechos de Nathan Jawai. El 30 de julio de 2009 regresó a Toronto Raptors.

### Vuelta a Europa

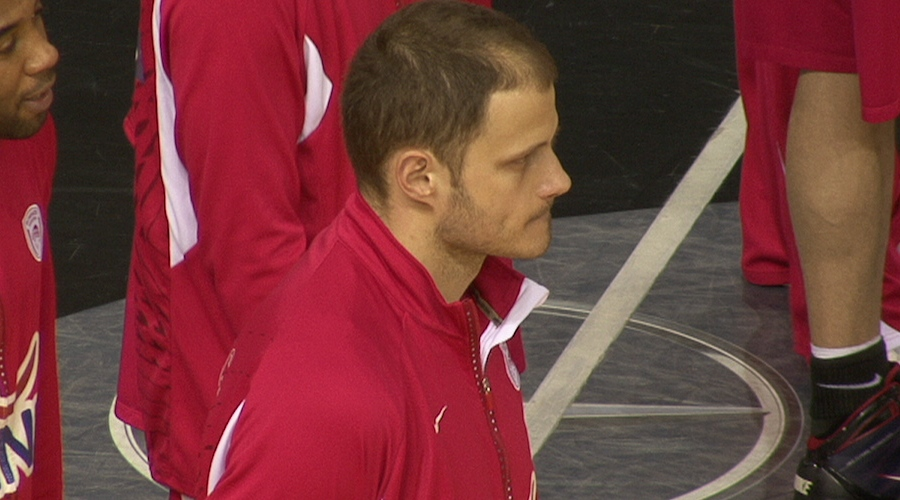
Nesterović con Olympiacos en 2011.

Volvió a Europa en la temporada 2010-11 firmando una contrato de dos años con Olympiacos. Pero al término de la primera temporada, en julio de 2011, fue liberado por el club.

## Selección nacional
Tras jugar varios torneos con la selección júnior, fue el MVP del Eurobasket Sub-20 de 1996 a pesar de que su equipo quedó en séptima posición.
Debutó con la absoluta en 1995 y su primer gran torneo fue el EuroBasket de 1997. Luego disputó los EuroBasket de 1999, de 2001, y acabó sexta en el EuroBasket de 2005 en Belgrado.
Luego vendrían el Mundial de 2006 y el EuroBasket 2007. Fue capitán de la selección eslovena hasta su retirada de la selección en 2008.

## Estadísticas de su carrera en la NBA
|  | Denota temporada en la que ganó el Campeonato de la NBA |

### Temporada regular
| Año     | Equipo      | PJ  | PT  | MPP  | %TC  | %3P  | %TL   | RPP | APP | ROB | TPP | PPP  |
| ------- | ----------- | --- | --- | ---- | ---- | ---- | ----- | --- | --- | --- | --- | ---- |
| 1998–99 | Minnesota   | 2   | 0   | 15.0 | .250 | .000 | 1.000 | 4.0 | .5  | .0  | .0  | 4.0  |
| 1999–00 | Minnesota   | 82  | 55  | 21.0 | .476 | .000 | .573  | 4.6 | 1.1 | .3  | 1.0 | 5.7  |
| 2000–01 | Minnesota   | 73  | 39  | 16.9 | .461 | .000 | .523  | 3.9 | .6  | .3  | .9  | 4.5  |
| 2001–02 | Minnesota   | 82  | 82  | 27.0 | .493 | .000 | .549  | 6.5 | .9  | .6  | 1.3 | 8.4  |
| 2002–03 | Minnesota   | 77  | 77  | 30.4 | .525 | .000 | .642  | 6.5 | 1.5 | .5  | 1.5 | 11.2 |
| 2003–04 | San Antonio | 82  | 82  | 28.7 | .469 | .000 | .474  | 7.7 | 1.4 | .6  | 2.0 | 8.7  |
| 2004–05 | San Antonio | 70  | 70  | 25.5 | .460 | .000 | .467  | 6.6 | 1.0 | .4  | 1.7 | 5.9  |
| 2005–06 | San Antonio | 80  | 51  | 18.9 | .515 | .000 | .600  | 3.9 | .4  | .3  | 1.1 | 4.5  |
| 2006–07 | Toronto     | 80  | 73  | 21.0 | .546 | .000 | .680  | 4.5 | .9  | .5  | 1.0 | 6.2  |
| 2007–08 | Toronto     | 71  | 39  | 20.9 | .550 | .333 | .755  | 4.8 | 1.2 | .3  | .7  | 7.8  |
| 2008–09 | Indiana     | 70  | 19  | 17.3 | .513 | .000 | .781  | 3.4 | 1.6 | .4  | .5  | 6.8  |
| Total   | Total       | 769 | 587 | 22.8 | .501 | .077 | .588  | 5.3 | 1.1 | .4  | 1.1 | 7.0  |

### Playoffs
| Año   | Equipo      | PJ | PT | MPP  | %TC  | %3P   | %TL   | RPP | APP | ROB | TPP | PPP  |
| ----- | ----------- | -- | -- | ---- | ---- | ----- | ----- | --- | --- | --- | --- | ---- |
| 1999  | Minnesota   | 3  | 0  | 9.7  | .500 | .000  | .000  | 2.3 | 1.0 | .0  | .0  | 2.7  |
| 2000  | Minnesota   | 4  | 4  | 31.5 | .440 | .000  | .500  | 3.3 | 1.5 | .8  | 1.8 | 6.3  |
| 2001  | Minnesota   | 4  | 2  | 12.3 | .385 | .000  | .000  | 3.0 | .8  | .2  | .8  | 2.5  |
| 2002  | Minnesota   | 3  | 3  | 30.7 | .484 | .000  | .444  | 6.7 | 1.0 | .3  | .0  | 11.3 |
| 2003  | Minnesota   | 6  | 6  | 28.2 | .500 | .000  | .667  | 5.0 | .7  | .2  | .7  | 7.0  |
| 2004  | San Antonio | 10 | 10 | 26.1 | .433 | .000  | .167  | 5.5 | 1.0 | .3  | 1.1 | 5.9  |
| 2005  | San Antonio | 15 | 0  | 7.6  | .417 | .000  | .000  | 1.7 | .1  | .1  | .3  | .7   |
| 2006  | San Antonio | 9  | 1  | 12.7 | .579 | 1.000 | 1.000 | 3.3 | .1  | .2  | .6  | 2.8  |
| 2007  | Toronto     | 5  | 4  | 14.2 | .467 | .000  | 1.000 | 4.6 | .6  | .0  | .4  | 3.4  |
| 2008  | Toronto     | 5  | 2  | 15.4 | .500 | .000  | .500  | 2.6 | .6  | .2  | .4  | 4.6  |
| Total | Total       | 64 | 32 | 17.2 | .468 | .500  | .500  | 3.6 | .6  | .2  | .6  | 4.0  |

## Vida personal
Nació en Ljubljana, RS de Eslovenia, de la RFS de Yugoslavia, su padre Čedo, un serbio-bosnio empleado en una compañía ferroviaria eslovena, y su madre Branka, en el centro médico de la Universidad de Liubliana. Tiene una hermana y cinco hijos.

## Logros y reconocimientos
- Campeón de la NBA (2005)
- Campeón de la Euroliga (1998)
- Nombrado FIBA EuroStar (1998)
- Campeón de la Liga italiana (1998)
- Campeón de la Copa de Italia (1999)
- Campeón de la Copa de Grecia (2011)
- 2 veces campeón de la Liga eslovena (1996, 1997)
- Campeón de la Copa de Eslovenia (1997)
- MVP del Eurobasket Sub-20 (1996)